# Hedwig Conrad-Martius
Hedwig Conrad-Martius (Berlín, 27 de febrer de 1888 - Starnberg, Múnic, 15 de febrer de 1966) fou una filòsofa alemanya.
Fou deixebla de Husserl i companya d'estudis d'Edith Stein a Göttingen. El 1912 es casà amb Theodor Conrad, també deixeble de Husserl. Va ser una de les primeres dones alemanyes que va cursar estudis universitaris i es pot considerar un dels membres principals del moviment fenomenològic. Durant la seva trajectòria, s'ocupà especialment de l'aplicació de la fenomenologia als problemes de l'ontologia. La seva obra principal de 1923 fou Realontologie. Segons la seva filosofia, a la natura existeixen molts fonaments potencials immanents i transfísics que poden explicar molts dels resultats paradoxals de les ciències naturals. El 1930 va intentar aconseguir el títol per a l'accés a l'ensenyament universitari, però la situació política d'aquella època i antecedents jueus llunyans l'hi van impedir. El 1949, però, un cop acabada la guerra, va poder ingressar a la Universitat de Múnic com a professora de filosofia natural.

## Publicacions
- Zur Ontologie und Erscheinungslehre der realen Aussenwelt (1916) (‘Per l'ontologia i doctrina de l'aparença del món real exterior’)[1]
- Realontologie (1923) (‘Ontologia d'allò real')[3]
- Naturwissenschaftlich-metaphysische Perspektiven (1948) (‘Perspectives metafísiques en allò cientificonatural')[3]
- Die Zeit (1954) (‘El temps')[1]
- Das Sein (1957) (‘L'ésser’)[1]